# Sydkorea i olympiska vinterspelen 1980
Sydkorea deltog med 10 deltagare vid de olympiska vinterspelen 1980 i Lake Placid. Ingen av landets deltagare erövrade någon medalj.